# Lorenzo Valerio Bona
Lorenzo Valerio Bona (Carignano, 13 luglio 1894 – Buenos Aires, 11 marzo 1971) è stato un calciatore e dirigente d'azienda italiano, di ruolo attaccante.
Attivo nell'industria laniera italiana, fu Grand'Ufficiale e Commendatore della Corona d'Italia oltreché Cavaliere di San Silvestro. Fu inoltre ufficiale dell'esercito italiano e calciatore della Juventus.

## Biografia
Lorenzo Valerio Bona (meglio conosciuto solo come Valerio Bona) era figlio dell'industriale Valerio Massimo Bona (1851-1898) - di famiglia originaria di Sordevolo - e di Federica Cassinis (1866–1958). Il padre morì quando Valerio aveva quattro anni. Diplomato al liceo classico, fu precocemente avviato al mondo del lavoro; da giovane svolse un'esperienza internazionale nelle fabbriche di Mulhouse.
Con il fratello Gaspare Bona (1895–1940) si trovò ben presto a gestire la ditta paterna, il Lanificio "Valerio ed Eugenio fratelli Bona" di Carignano, specializzato in pannilana di qualità, fondato dal padre e dallo zio sul sito dell'ex monastero delle Monache clarisse di Carignano (presso Torino). Messi da parte gli studi umanistici, per i quali si sentiva portato, si dedicò in gioventù al calcio, divenendo in breve un valido protagonista degli anni d'oro del Juventus Football Club, come centravanti, disputando 59 partite (44 reti) in Prima Categoria tra il 1911 e il 1921. Beniamino dei tifosi che gli diedero lo pseudonimo di Zio Bomba per la sua irruenza e la potenza di tiro. Durante la prima guerra mondiale Valerio fu al fronte dal 1916 al 1918, distinguendosi in alcune azioni particolarmente significative sull'altopiano della Bainsizza, che gli valsero una medaglia di bronzo al valor militare e la croce al merito.
Tornato alla vita civile, si dedicò con il fratello e con Lorenzo Delleani ad una grande operazione di ampliamento della fabbrica con ristrutturazione degli impianti e nuove costruzioni (tra 1920 e 1926) (disegnate dall'architetto Giuseppe Momo), che comportò, pur in una fase crescente di produzione, notevoli costi di ammortamento. Della Società V. E. Fratelli Bona facevano parte, oltre a Valerio e Gaspare, anche Lorenzo Delleani (da non confondere con il più noto pittore, suo parente), ed un cugino di questi, Federico Maggia (n. 1893). Nonostante il grave momento successivo al crollo della Borsa di Wall Street dell'ottobre 1929, la ditta veleggiò in ottime acque sino alle sanzioni dei governi esteri nei confronti dell'Italia del 1935, accumulando notevole ricchezza, che le permise di affrontare i momenti difficili della guerra con una certa sicurezza. Tra i vari settori, risultò particolarmente positivo l'affiancamento, con produzione di tessuti di rivestimento interno, alla crescente industria dell'auto. Il 28-29 novembre 1929 fece parte della delegazione italiana alla Conferenza Internazionale Laniera di Bradford, assieme ad Oscar Giudici, Daniele Schneider, Leopoldo Halenke, Ermanno Rivetti e Roberto Dodi. Dal 10 luglio 1930 fece parte del Consiglio d'Amministrazione del Consorzio Industriale dell'Abbigliamento (C.I. A.) con sede a Roma.

### Gli anni Trenta. Valerio Bona e il mondo della cultura
Affascinato dal mondo dell'arte e delle lettere, poeta lui stesso (secondo una affermazione di Angiolo Biancotti in Plastici, 1930), Valerio Bona conobbe negli anni Venti il letterato spezzino Ettore Cozzani, e fu uno dei finanziatori della rivista «L'Eroica», diretta da Cozzani stesso. Nel mondo di artisti gravitante attorno alla rivista milanese, l'industriale stabilì alcuni contatti destinati a maturare, e contribuì lui stesso alla rivista con recensioni, firmandosi "Uno qualunque", oppure con le iniziali "L.V.B.". Nel 1927 all'asta dell'Opera Nazionale Mutilati ed Invalidi di Guerra svoltasi alla Galleria Pesaro di Milano, Bona acquistò un'opera del tutto particolare, una serie di fotografie dei disegni della Via Crucis di Gaetano Previati ritoccate e ridisegnate dall'autore, prontamente pubblicate da Cozzani su «L'Eroica». Esposta nel 1928 in una mostra a Carignano, la Via Crucis di Previati rimase presso la famiglia sin verso il 1968.
Negli stessi anni strinse amicizia con lo scultore genovese Eugenio Baroni, l'autore del monumento a Garibaldi di Quarto dei Mille, anch'egli legato a Cozzani (che gli dedicherà più pagine sulla sua rivista), di cui divenne anche mecenate. Negli anni 1930-31, Valerio Bona fece decorare il suo studio privato ed un locale adiacente della sua villa di Carignano (villa Provana del Sabbione) da Adalberto Migliorati, pittore di Perugia prediletto da Cozzani, che, aiutato dal fratello Viero Migliorati, vi rappresentò soggetti tratti dalla saga dei Nibelunghi (in omaggio alle predilezioni wagneriane del committente) alternate a soggetti religiosi, compreso un notevole Sposalizio della Vergine, celebrazione neoquattrocentesca della propria storia famigliare, dove sono rappresentati tutti i componenti della famiglia Bona. Cozzani pubblicherà immediatamente sulla sua rivista i dipinti, e, nel 1940, stamperà per conto di Valerio un volume di scritti e memorie su Valerio Massimo Bona.
Nel 1938 Valerio fece costruire sulla collina di S. Vito in strada Revigliasco a Torino, una villa fastosa (villa Primosole), disegnata dall'ingegner Ezio Lorenzelli, affrescata da Viero ed Adalberto Migliorati, e per la quale il disegnatore di giardini e paesaggista toscano Pietro Porcinai, con il socio designer Maurizio Tempestini, realizzò il giardino, in parallelo con quello della villa di Federico Maggia, socio a sua volta di Valerio alla V.E. Fratelli Bona. A partire dal 1935 Valerio Bona seguì con attenzione lo svolgimento del concorso per il Monumento ad Emanuele Filiberto di Savoia-Aosta, in Torino, schierandosi con tutta la forza del suo ruolo dalla parte del bozzetto di Eugenio Baroni, che risulterà alla fine vincitore, dopo un durissimo testa a testa con Arturo Martini.
Tutte le associazioni degli ex combattenti, ed in particolare l'Arma di Artiglieria, a cui Bona apparteneva, fecero pressioni perché vincesse lo scultore genovese. Morto precocemente Baroni il 25 giugno 1935, per legato testamentario fu Bona, come procuratore speciale degli eredi Baroni (vedi rivista "Torino", n.7, luglio 1937, p. 912), a seguire le fasi di completamento e fusione delle statue (affidate allo scultore romano Publio Morbiducci), sino alla realizzazione dell'insieme, già pensato per Piazza Vittorio Veneto e poi sistemato in Piazza Castello. Una leggenda contemporanea diceva che la testa del Duca portava in realtà i tratti fisici di Valerio Bona in omaggio alla sua determinazione nell'opera, ma le condizioni stringenti del concorso riguardo proprio al ritratto del Duca lo escluderebbero. L'industriale donò in seguito alla Scuola d'Applicazione dell'Esercito di Torino una versione in piccolo delle sculture di Baroni, tuttora conservate.
Celebrato sulle pagine dell'Eroica dal fedelissimo Cozzani, il monumento, inaugurato il 4 luglio 1937, fu l'ultimo atto di un'avventura culturale, ma, in questo caso, anche e soprattutto politica ed ideologica, destinata ad affievolirsi e trasformarsi dopo la seconda guerra mondiale. L'amicizia fra Cozzani e Bona continuò peraltro sino alla morte di Bona stesso, con lettere, scambi di saluti, visite a mostre ed a conferenze, come testimonia l'epistolario dell'industriale. Nel dopoguerra, Valerio Bona donò alla Città di Carignano la sua copia in bronzo della Vittoria per il Monumento al San Michele, di Baroni, perché divenisse Monumento ai Caduti della Seconda Guerra Mondiale. Un altro scrittore e giornalista in stretti rapporti con Bona fu Vittorio Emanuele Bravetta. Bona fu anche amico, mecenate e collezionista del pittore Antonio Discovolo, a sua volta amico di Cozzani e frequentatore del cenacolo dell'Eroica. Nei primi anni trenta l'industriale, amico del poeta-scienziato Giorgio Cicogna, ne finanziò gli esperimenti pionieristici nel campo del motore a reazione, culminati nel 1932 in una esplosione che costò la vita a Cicogna stesso e ad altri tecnici ed operatori (La Stampa, 30 settembre 1939).

### La preparazione e la guerra. Morte di Gaspare
Con le sanzioni ed il necessario ricorso all'autarchia ed all'ammasso nazionale delle lane dismesse, si aprì per la ditta un momento nuovo ed inquieto. Vigorosi discorsi di Gaspare ai soci, chiari e precisi nel sottolineare tra l'altro la necessità di ripartire le quote privilegiando i soci con responsabilità dirette nella gestione dell'azienda e difendendo per quanto possibile gli stipendi degli operai, segnarono un punto di non ritorno, che la sua morte precoce - poco dopo la sua mobilitazione nell'Arma dell'Aeronautica (precipitò con il suo aereo nel cielo di Caselle nel novembre del 1940) - contribuì ad accentuare. Si era nel frattempo strutturata, in dieci anni, con l'adesione al fascismo dei Bona, una rete di potere locale, che vide anche il cugino Mario Bona nel ruolo di podestà di Carignano. Negli stessi anni, dal 1936 al 1943, fu podestà di Bolzano il marchese Alfredo Clavarino, marito di Luisella Bona (n. 1893), sorella di Valerio. Quest'ultimo ebbe modo di esplicare le sue doti innate di comandante anche come Centurione di Prima Classe della Milizia Volontaria Nazionale (nel 1936, in un discorso volitivo, da amante della poesia, non si trattenne dal citare La favola del disarmo di Giovanni Pascoli, seppure ribaltandone il contenuto filosocialista).
Dopo la sua adesione formale al Partito Fascista (1932), e proprio per le sue notevoli doti organizzative, occupò ruoli chiave nella "Federazione Nazionale Fascista Industriali Lanieri", coordinando tra l'altro le risposte date dagli industriali italiani alle necessità del Governo centrale nella preparazione della guerra, e suggerendo strategie e ripartizioni riguardo alle forniture militari ed agli ammassi. La ditta, nel frattempo divenuta stabilimento ausiliario fornitore di panni militari per la guerra, possedeva anche una filatura di lana pettinata a Voltri, un piccolo stabilimento a Carmagnola ed uno in via Bologna a Torino. Convinto della necessità e della oculatezza delle scelte strategiche del regime (come conferma anche un documento recentemente reso noto, il diario di Giuseppe Cabrio), e consequenziale nelle scelte, Valerio Bona, padre di tre figli e con enormi responsabilità aziendali, partì per il fronte greco-albanese nel 1941, come Maggiore della Riserva. Tornato un anno dopo, assistette al crollo del regime, rendendosi conto, in modo piuttosto radicale, degli errori della propaganda e dell'inutilità di ogni dittatura. Che non abbia mai personalmente accettato le leggi razziali lo denota una vicenda da poco riemersa, relativa al ricovero sotto falso nome, nella sua villa di Carignano, del giovane ebreo Sergio Jontof Hutter (1926-1999), figlio della danzatrice Bella Hutter, destinato in seguito ad avere un ruolo di punta nell'architettura italiana del dopoguerra.

### Il dopoguerra
Ancora in anni di guerra Valerio acquisì come patrimonio privato una tenuta agricola nel borgo umbro di Pietramelina, in territorio di Perugia, venduta infine nel 1948 (grazie alla mediazione di Porcinai). Per l'industriale si aprì nel frattempo una vicenda destinata a minare alle basi la solidità della ditta. Le premesse erano già presenti negli anni Trenta, ma con la questione della ripartizione delle quote della società in seguito alla morte di Gaspare iniziarono liti e dispareri fra i soci soprattutto con Federico Maggia, che condussero infine allo scioglimento della V.E. Fratelli Bona. La Società fu messa in liquidazione nel 1947. Dalle ceneri nacque la Società «Lanifici Riuniti Bona e Delleani », divisa in tre Società per Azioni: due immobiliari, la «Società Esercizi Riuniti Tessile» (SERT) e la «Società Industriale Carignano» (SIC), ed una Società di gestione, la «Lanifici Riuniti Bona e Delleani», con un finale lodo arbitrale che costrinse, tra l'altro, alla creazione di un nuovo stabilimento, con sede a Carignano e pari potenziale in macchine e produzione, edificato su terreni stralciati dai beni della cascina Canonico all'epoca (1951) di proprietà di Lorenzo Delleani. A Maggia toccò invece il lanificio di via Bologna a Torino.
Divenuta Lanifici Riuniti Bona e Delleani, la ditta mantenne ed incrementò sostanzialmente la sua produzione per altri due decenni, sino a quando non dovette scontrarsi con la grande crisi del settore tessile degli anni 1964-65, con l'obsolescenza alle fonti della sua committenza tradizionale per l'arrivo di nuove richieste di mercato (nuove fibre tessili, la diffusione del confezionato, la caduta del mercato delle fodere per auto) e con cambiamenti profondi nell'assetto occupazionale, che ben presto la costrinsero ad una lenta sopravvivenza ed infine alla chiusura. Il sogno nel cassetto di Valerio Bona, l'apertura alle maestranze della gestione degli utili, idea maturata ancora in anni di guerra, sintesi della visione sua e del fratello, mai in pratica sperimentata, tramontò anch'esso definitivamente.
Nel dopoguerra Valerio Bona trovò spazi diversi alla sua attività intellettuale, divenendo presidente (dal 26 aprile 1947 al giugno 1968) dell'Unione Cristiana Imprenditori Dirigenti (UCID), di cui diresse anche la rivista «Operare», ed avviando in varie sedi riflessioni molto impegnate sul ruolo del dirigente di industria in un mondo in radicale cambiamento.
Espresse le sue opinioni sul ruolo sociale della dirigenza in conferenze in Italia ed in America Latina, seguendo da vicino il dibattito in corso, e non disdegnando un occhio di simpatia e curiosità verso gli esperimenti del Movimento di Comunità di Adriano Olivetti. Molta attenzione ebbe anche per la pubblicistica francese, in particolare per le opinioni del cristianesimo sociale. Nel 1952 fu promotore, assieme ad Adriano Olivetti, Vittorio Valletta ed Ermanno Gurgo Salice di un Istituto di alti studi per l'organizzazione aziendale, poi divenuto Istituto postuniversitario per lo studio dell'organizzazione aziendale (IPSOA), avviato nel 1953 dapprima con soli insegnanti statunitensi, di cui fu per anni vice presidente. Dal 1955 fu tra i creatori della rivista edita da FrancoAngeli «Fattore umano», organo ufficiale dell'Associazione Italiana dei tecnici dell'addestramento del Comitato nazionale dell'organizzazione scientifica del lavoro. Più difficile fu la pratica applicazione di molti principi, a volte piuttosto generici, alla realtà della ditta. Significativa fu la sua proposta di avviare alla lettura ed allo studio di periodici e libri non solo gli impiegati, ma anche gli operai.
I suoi stessi orientamenti idealistici (che lo fecero bollare con il nomignolo di «poeta» dai colleghi della Confindustria), andavano ormai in direzioni lontane dalla realtà, espressa infine dalle serrate del '68, a cui rispose tra l'altro promuovendo un'inchiesta sociale presso i dipendenti, mai decollata. Nel giugno dello stesso anno si trasferì in Argentina, lasciando anche la presidenza dell'UCID, per seguire la gestione della ditta tessile CILSA di Villa Constitución, da Bona rilevata in piena crisi e portata in poco tempo ad un alto standard produttivo. Soggiornò spesso negli ultimi anni per affari a Buenos Aires, dove morì nel 1971. Lorenzo Valerio Bona sposò Rosetta Sertorio (genovese, nata nel 1900), ed ebbe quattro figli: Franco Valerio (1922-2014) (parassitologo, docente di Scienze Naturali), Lorenzo (Enzo) (1925-2016), che abbandonò la ditta paterna per farsi Petit Frère nella comunità di Charles De Foucauld (con il nome di Lolén), Gian Piero Bona (1926-2020), poeta, narratore e traduttore di talento, Patrizia Bona (1943), psicologa.